# Ágora (Valence)
Pour les articles homonymes, voir Agora (homonymie).
 (novembre 2024).
Si vous disposez d'ouvrages ou d'articles de référence ou si vous connaissez des sites web de qualité traitant du thème abordé ici, merci de compléter l'article en donnant les références utiles à sa vérifiabilité et en les liant à la section « Notes et références ».
L'Ágora est une place couverte du complexe architectural de la Cité des arts et des sciences de Valence, en Espagne. Elle fut dessinée par le célèbre architecte valencien Santiago Calatrava Valls, déjà auteur de quatre autres monuments de la Cité entre 1998 et 2008.
Elle fut réalisée au cours des années 2008 et 2009 et fut inaugurée en novembre 2009 lors de l'Open masculin de tennis de Valence dont la première édition eut lieu du 2 au 8 novembre 2009.
Les travaux ont été récemment terminés.

## Situation
L'Ágora se situe au sud-est de Valence en Espagne et comme les autres bâtiments de la Cité des arts et des sciences sur l'ancien lit du fleuve Turia, qui fut dans les années 60 asséché et détourné au sud de l'agglomération à cause des violentes inondations de 1957 ; cette zone alors réaménagée forme aujourd'hui une véritable coulée verte appelée Jardins du Túria qui dispose de jardins et de terrains de sport.
L'Ágora se trouve précisément entre le musée des sciences Príncipe Felipe et l'Oceanogràfic.

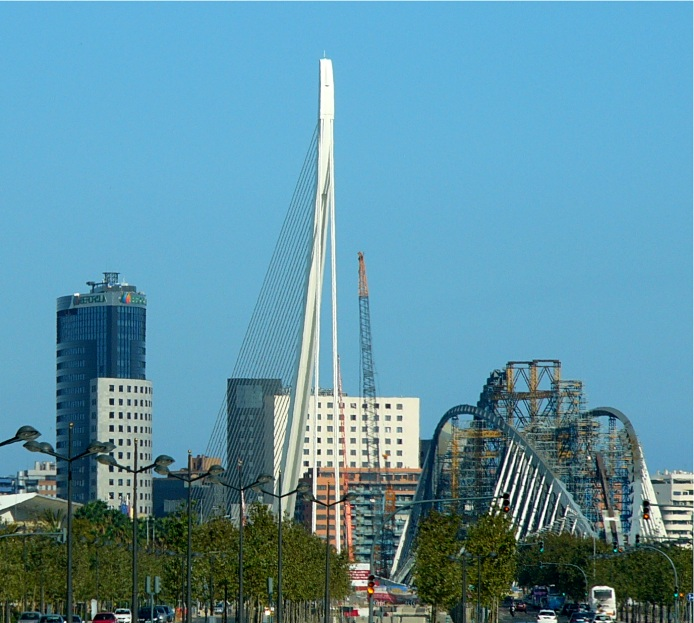
L'Ágora en construction

## Construction
L'Ágora a été réalisée pendant les années 2008 et 2009 par l'architecte valencien Santiago Calatrava Valls, déjà maitre d'œuvre de presque tous les bâtiments de la Cité des Arts et des Sciences.
Le projet a couté environ 90 millions d'euros alors que les prévisions s'élevaient à 45 millions d'euros soit 2 fois moins.
L'ouverture du bâtiment eut lieu le 31 octobre 2009, juste avant le début de la première édition de l'Open de Valence, principal évènement de l'Ágora. L'inauguration a eu lieu début novembre 2009 pour cette même occasion.

## Activités
L'Open de tennis masculin de Valence créé en 2003 y est joué depuis novembre 2009.
Il y a aussi des restaurants. De plus, la salle peut faire réception de grands évènements puisqu'elle a une capacité d'environ 6000 places assises.

## Architecture

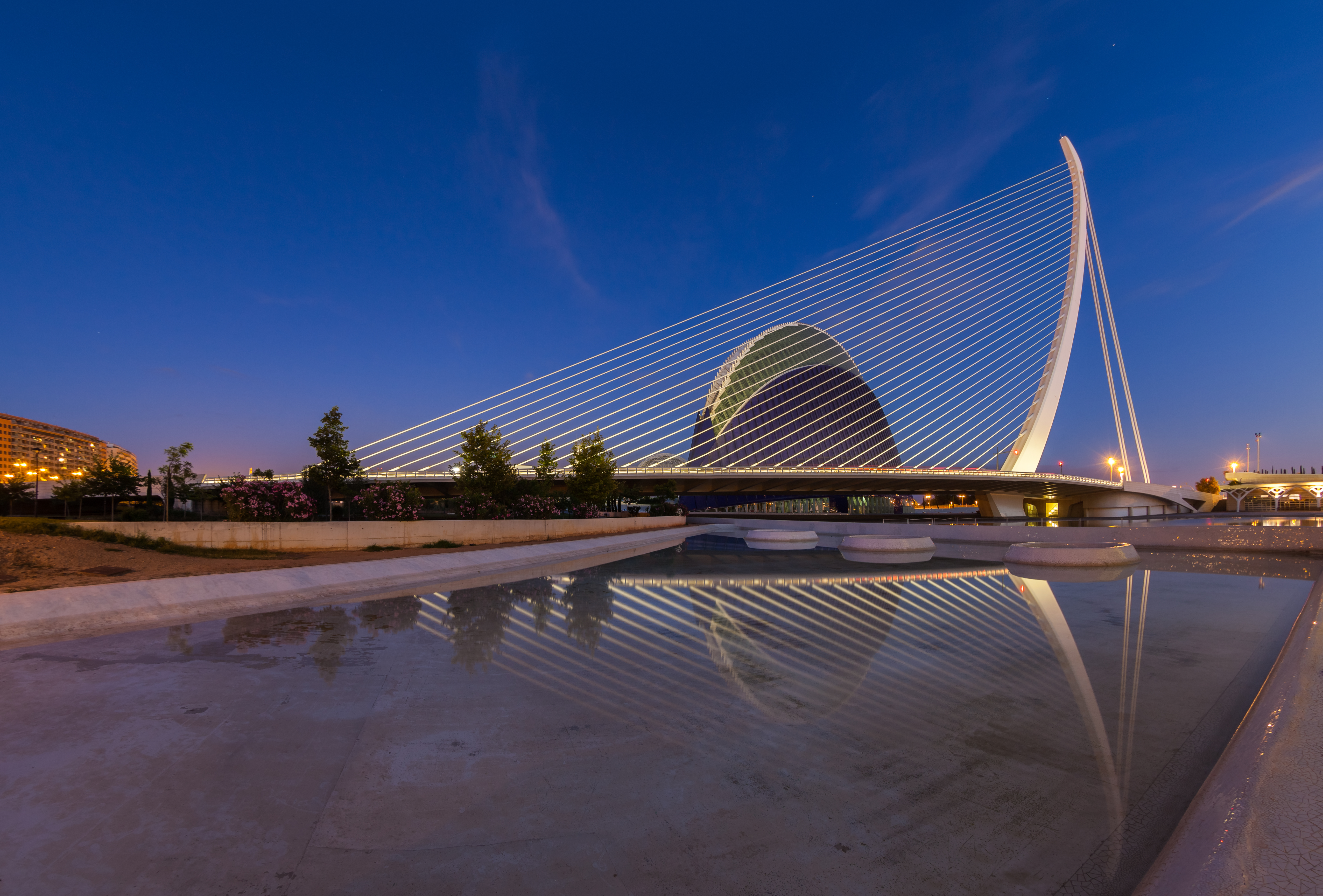
Le pont de l'Assut de l'Or, et l'Ágora de la Cité des arts et des sciences, à Valence, en Espagne.

Comme les autres éléments de la Cité des Arts et des Sciences et œuvres de Santiago Calatrava Valls, le bâtiment relève du style futuriste : l'Ágora semble représenter deux mains entrelacées. D'une largeur de 88m et d'une longueur de 66m, celui-ci représente une surface de 5000m² et atteint une hauteur de 80m, ce qui en fait le plus haut de la Cité juste devant l'Opéra de Valence, haute de 75m. Le bâtiment possède une structure métallique. De plus, il est revêtu de trencadis bleu, type de mosaïque créée à partir d'éclats de carreaux. Cette technique est d'ailleurs souvent utilisée par les architectes espagnols comme Gaudi. L'Ágora est aussi entourée d'un grand lac artificiel comme l'Opéra, l'Hemisfèric et le Musée des sciences Príncipe Felipe, les autres bâtiments de la Cité.